# Hans Venatier
Hans Venatier (n. 5 februarie 1903, Staniszów⁠(d), Karkonosze County⁠(d), Voievodatul Silezia Inferioară, Polonia – d. 19 ianuarie 1959, Düsseldorf, Germania) a fost un învățător german și scriitor de orientare nazistă.

## Biografie

### Până în 1945
Potrivit propriilor afirmații Venatier a participat ca elev la puciul Kapp-Lüttwitz din 1920. În 1921 a început studiile la Universitatea Friedrich-Wilhelm din Breslau, în cursul cărora a optat pentru profesia de învățător și a studiat limba germană, istoria, limba latină, istoria artei și religia evanghelică. În timpul studiilor s-a înrolat în unitățile de voluntari Freikorps care militau pentru apărarea Sileziei și, se pare, că și în organizația paramilitară Schwarze Reichswehr . După absolvire, a lucrat timp de un an și jumătate la liceul Gerhart Hauptmann și apoi, din aprilie 1929, la Gimnaziul Sf. Maria Magdalena. Îndepărtat din învățământ după adoptarea decretului din 30 septembrie 1931, Venatier nu și-a putut relua cariera didactică decât în 1933, după preluarea puterii de către național-socialiști, și a predat la Gimnaziul Friedrich din Breslau.
Începând din 1932 a lucrat într-un birou al instituției Kampfbund für deutsche Kultur (KfdK); în același an (mai precis la 1 mai 1932) a devenit membru al NSDAP. În 1934, el și soția lui au părăsit Biserica Evanghelică. Funcția deținută în cadrul Confederației învățătorilor național-socialiști (NSLB) – el a fost până în 1935 șef al districtul orășenesc Breslau al NSLB – dovedește atașamentul lui Venatier față de ideologia național-socialistă. În octombrie 1935 a fost numit profesor de istoria Germaniei la Liceul din Hirschberger și a trebuit să se mute, împreună cu familia lui, din Breslau la Herischdorf (Kreis Hirschberg). A luat parte ca ofițer în rezervă la activitățile desfășurate de S.A. și la exercițiile militare ale Wehrmachtului.
Venatier a participat ca locotenent rezervist și comandant de companie în campania din mai 1940 împotriva Franței. A fost decorat cu Crucea de Fier cl. II-a și cu insigna Asaltul Infanteriei. În iarna următoare a lucrat ca instructor al unui batalion de infanterie din Jägerndorf/Sudetenland, înainte de a-și relua activitatea didactică la Hirschfeld. În martie 1942 a luat ca Oberleutnant la campania din Rusia. După ce Venatier a revenit din Rusia din cauza problemelor de sănătate Ministerul Propagandei l-a scutit de muncă pe 13 martie 1943. Începând din septembrie 1943 a devenit instructor al NSDAP la Breslau.
Ca membru al organizației sociale Nationalsozialistische Volkswohlfahrt (NSV) s-a ocupat în ultimele luni ale războiului cu evacuarea populației civile din orașul Breslau care fusese înconjurat de trupele sovietice. Familia lui s-a refugiat la Rhanwalting. În 31 mai 1945 Venatier a fost arestat de militarii americani și internat într-un lagăr.

#### Activitatea jurnalistică și literară
Începând din 1932 Venatier a scris articole pentru ziarul național-socialist Schlesische Tageszeitung, pentru revista cultural-politică național-socialistă Volk im Werden și mai târziu pentru Deutsche Volkserziehung, Der Schlesische Erzieher LXV, Nationalsozialistisches Bildungswesen și Vergangenheit und Gegenwart. Pentru revista Die Volksschule editată de Reichsfachschaft 4 a NSLB el a scris din 1935. Potrivit lui Denis Schimmelpfennig tabletele sale „Zeitbriefe” publicate aici din 1937 „reflectă probabil cel mai clar sentimentele naționaliste și rasiste ale lui Venatier și pot fi considerate ca scrieri militante naziste clasice”. În 1935 a fost admis sub pseudonimul „Avenrieth” în secțiunea „Wissenschaftliche und Fachschriftsteller“ a Asociației Scriitorilor Germani din Reich (Reichsverband Deutscher Schriftsteller, RDS) . În același an a fost publicat volumul său de poezie Menschen, Erde, Sterne, în care erau prelucrate „pentru prima dată într-o formă lirică conceptele ideologice centrale ale lui Venatier ca popor, credință, Dumnezeu și sânge”.
În 1940 romanul său de debut, Vogt Bartold. Der große Zug nach dem Osten, care apăruse cu un an mai înainte și avea ca temă colonizarea germană a Sileziei, a obținut premiul național Wilhelm Raabe. Carola L. Gottzmann și Petra Hörner au numit romanul „o scriere ideologică național-socialistă”. Prin tematizarea colonizării germane a Europei de Est romanul a fost considerat foarte potrivit pentru „popularizarea și justificarea politicii de cucerire a Reichului German”. În 1942 romanul Vogt Bartold a apărut în neerlandeză sub titlul Baljuw Bartold: de groote trek naar het Oosten. Traducător a fost istoricul național-socialist și ofițerul SS olandez Johannes Theunisz. Cartea a fost publicată de editura olandeză NS-Verlag Hamer, care publica în principal lucrări de propagandă pentru uzul SS-ului. Per total, romanul a ajuns la 17 ediții până în 1944. Cu referire la titlul cărții linia de apărare construită în august 1944 în zona metropolitană a orașului Breslau a primit numele de cod Unternehmen Barthold.
În 1941 Venatier a publicat al doilea său volum de poezie intitulat Symfonie um Gott. Sinngedichte, care, la fel ca primul, nu a avut parte de mare succes. Potrivit lui Denis Schimmelpfennig, textele lirice trebuiau „să-i determine pe oamenii lumii să înțeleagă că războiul și viața în general fac parte dintr-o anumită ordine divină”.
El a participat la „Festivalul poeților germani” de la Weimar, care a avut loc în 1941 și 1942.

### După 1945
În 1945 scrierile sale au fost interzise de administrația militară a Germaniei. În timpul celor trei ani de internare în lagăr el a continuat să scrie. În cursul procedurii judiciare împotriva lui Venatier, acuzatorul public a solicitat în decembrie 1947 includerea poetului în grupul I (principali vinovați). Avocatul lui Venatier, dr. Theophil Woschek, a reușit eliberarea de acuzații a clientului său pe 26 aprilie 1948, iar tribunalul de denazificare a conchis că inculpatul „s-a comportat corect și nu a fost implicat în abuzurile săvârșite în domeniul cultural de autoritățile național-socialiste”. Propunerea a fost trimisă spre examinare tribunalului districtual Cham, care a hotărât în ședința din 8 iunie 1948 includerea lui Venatier în grupul al IV-lea (camarazi de drum) și pedepsirea lui cu o amendă de 50 de mărci. În opinia tribunalului, Venatier a căzut victimă propagandei național-socialiste în 1932. Tribunalul i-a înmânat lui Venatier un certificat de denazificare.
În 1950 a devenit profesor la școala secundară din Betzdorf/Sieg, iar un an mai târziu profesor Studienrat la Gimnaziul de Stat din Betzdorf pentru disciplinele următoare: limba germană, istorie, cultură civică, religie evanghelică și limba latină. 1951 este anul în care mai mulți foști naziști au fost reîncadrați odată cu încheierea procesului de denazificare. 
Venatier a continuat să fie un scriitor activ și a avut succes mai ales în cercurile literare de extrema dreaptă. În romanul Der Major und die Stiere (1953) prezintă într-un stil popular grosolan cum cooperează sătenii bavarezi cu militarii americani de ocupație, în timp ce un fost funcționar național-socialist de acolo este întotdeauna cel mai deștept. După doi ani romanul a fost adaptat într-un film, pe care ziarul german de extrema dreaptă Deutsche Soldaten-Zeitung îl considera drept un „film pe gustul nostru”.
Der Major und die Stiere a fost publicat de Klosterhaus Verlag Lippoldsberg, deținută de scriitorul nazist Hans Grimm, dar și de editurile Universitas și Buchgemeinschaft Donauland. Klosterhaus Verlag Lippoldsberg a reeditat, de asemenea, romanul Vogt Bartold. În 1955 Venatier a participat la festivalul Pürgger Dichterwochen, unde s-a întâlnit cu alți scriitori naziști, printre care și Hans Grimm. 
Sinuciderea lui în 1959 a fost precedată de un mic scandal politic. Venatier a fost suspendat de Ministerul Culturii (în perioada guvernului Uniunii Creștin-Democrate) în urma publicării în revista de extrema dreaptă Nation Europa a articolului „Ist das Neofaschismus?” (1958), în care vorbea în termeni pozitivi cu privire la ideologia fascistă și declara că „dictatura” și democrația sunt compatibile. Inspectoratul Școlar din Mainz a declanșat o anchetă la adresa lui, iar Venatier s-a sinucis. Grupările de extrema dreaptă au susținut că el a suferit „o moarte de martir”. În unele scrisori ale cititorilor revistei Der Spiegel se susținea că suicidul ar fi avut drept cauză starea precară de sănătate a lui Venatier.
Arhiva sa literară a fost îngrijită de soția sa, Annelise Venatier, și se află acum în Arhiva de literatură germană de la Marbach. Annelise Venatier a obținut în anul 1983 premiul pentru cultură al tineretului din partea Asociației Studenților din Silezia.

## Scrieri
- Lesebogen für die höhere Schule im Dritten Reich (ed.), f.a.
- Menschen – Erde – Sterne, poezii, Breslau, Wilhelm Gottlieb Korn-Verlag, 1935
- Der verhängnisvolle Zwiespalt im Wesen des Deutschritterordens. Eine rassenseelenkundliche Betrachtung. În: Vergangenheit und Gegenwart 26, 1936, pp. 580–592; revistă editată de Reichsfachschaft VI (Geschichte) im NS-Lehrerbund[27]
- Japanische Suite, poezii
- Polykrates, piesă de teatru
- Saul, piesă de teatru
- Narren Gottes, roman istoric despre conflictele religioase din Silezia
- Vogt Bartold. Der große Zug nach dem Osten, roman, 1939 (apărut și în neerlandeză în 1942)
- Symphonie um Gott –  Sinngedichte, poezii, Schwarzhäupter, Leipzig, 1942
- Der Major und die Stiere, roman, F. M. Bourg Verlag, Düsseldorf, 1953
- Der Boß und seine Narren, roman, Dr. L. Muth Verlag, Düsseldorf, 1956

## Filmografie
- Der Major und die Stiere (1955), regizat de Eduard von Borsody, cu Attila Hörbiger, Hans von Borsody, Chris Howland

## Legături externe
- de Hans Venatier în Catalogul Bibliotecii Naționale a Germaniei (Informații despre Hans Venatier • PICA • Căutare pe site-ul Apper)
- Hans Venatier la Internet Movie Database
- Lyrikwelt Arhivat în 3 noiembrie 2013, la Wayback Machine.